# 岩瀬博
岩瀬 博（いわせ ひろし、1934年4月3日 - 2014年 ）は、日本の国文学者。大谷女子大学（現大阪大谷大学）名誉教授。
広島県呉市出身。1959年國學院大學文学部国文科卒、1966年同大学院博士課程中退、大谷女子大学助教授、教授。2005年定年、名誉教授。

## 著書
- 『伝承文芸の研究 口語りと語り物』三弥井書店、1990

### 共編著
- 『瞽女の語る昔話 杉本キクエ媼昔話集』編著、三弥井書店、1975、昔話研究資料叢書
- 『日本の昔話 2　信濃の昔話』共編、日本放送出版協会、1980
- 『与那国島の昔話 沖縄県八重山郡与那国町』共編著、同朋舎出版、1983、南島昔話叢書
- 『福富草紙 俵藤太物語 御伽草子絵巻』編、1984、和泉書院影印叢刊
- 『七夕 鶴のさうし』松浪久子共編、1986、和泉書院影印叢刊
- 『奄美文化を探る 文芸・民俗・歴史からのアプローチ』山下欣一共編著、海風社、1990、南島叢書
- 『民話の原風景 南島の伝承世界』福田晃共編、世界思想社、1996
- 『新潟県牧村の昔話』松浪久子共編著、和泉書院、1998
- 『講座日本の伝承文学 口頭伝承「ヨミ・カタリ・ハナシ」の世界』福田晃、花部英雄共編、三弥井書店、2004
- 『琉球の伝承文化を歩く 喜界島の伝説・昔話』高橋一郎、松浪久子共編、三弥井書店、2006
- 『新潟県上越の昔話』松浪久子共編著、和泉書院、2007